# May Jacks
May Jacks, angleška tenisačica.
Leta 1890 se je uvrstila v finale turnirja za Prvenstvo Anglije, kjer jo je premagala Lena Rice v dveh nizih.

## Finali Grand Slamov

### Posamično (1)

#### Porazi (1)
| Leto | Turnir            | Nasprotnica v finalu | Rezultat finala |
| 1890 | Prvenstvo Anglije | Lena Rice            | 4–6, 1–6        |